# 大石哲也
大石 哲也（おおいし てつや）は、日本の脚本家。福岡県出身。

## 略歴
福岡県立八幡南高等学校卒業。福岡大学商学部商学科卒業。NHKエンタープライズハイビジョン衛星放送部、企画本部を経た後、雑誌ライター、フリープランナー、ラジオ構成作家として活躍。1993年、オリジナルビデオ『ひき逃げファミリー2』で脚本デビュー。1995年、『乙女のみこころ』で第1回讀賣テレビシナリオ大賞優秀賞受賞。2014年よりアジア・フィルム・アワード審査会員。日テレ学院シナリオライター講座講師。

## 作品

### テレビドラマ（連続ドラマ）
- 君を見つめて 〜トゥルーロマンス （1995年、日本テレビ）
- 金田一少年の事件簿  第1シリーズ（1995年、日本テレビ）
- 銀狼怪奇ファイル（1996年、日本テレビ）
- 金田一少年の事件簿  第2シリーズ（1996年、日本テレビ）
- 聖龍伝説（1996年、日本テレビ）
- サイコメトラーEIJI（1997年、日本テレビ）
- D×D（1997年、日本テレビ）
- LOVE&PEACE（1998年、日本テレビ）
- 君といた未来のために（1999年、日本テレビ）
- バーチャルガール（2000年、日本テレビ）
- 新宿暴走救急隊（2000年、日本テレビ）
- 金田一少年の事件簿 第3シリーズ（2001年、日本テレビ）
- 逮捕しちゃうぞ（2002年、テレビ朝日）
- クニミツの政（2003年、フジテレビ）
- ホットマン2（2004年、TBS）
- 極限推理コロシアム（2004年、読売テレビ）
- 霊感バスガイド事件簿（2004年、テレビ朝日）
- ミステリー民俗学者 八雲樹（2004年、テレビ朝日）
- 着信アリ（2005年、テレビ朝日）
- 探偵学園Q（2007年、日本テレビ）
- ヤスコとケンジ（2008年、日本テレビ）
- プリズナー（2008年、WOWOW）
- 名探偵の掟（2009年、テレビ朝日）
- ハガネの女（2010年、テレビ朝日）
- 示談交渉人 ゴタ消し（2011年、読売テレビ）
- ハガネの女 第2シリーズ（2011年、テレビ朝日）
- ドン★キホーテ（2011年、日本テレビ）
- 13歳のハローワーク（2012年、テレビ朝日）
- 遺留捜査 第2シリーズ（2012年、テレビ朝日）
- プラチナタウン（2012年、WOWOW）
- Piece（2012年、日本テレビ）
- パーフェクト・ブルー （2012年、TBS）
- 遺留捜査 第3シリーズ（2013年、テレビ朝日）
- 刑事のまなざし（2013年、TBS）
- TEAM -警視庁特別犯罪捜査本部-（2014年、テレビ朝日）
- 東京ガードセンター（2014年、Dlife）
- ビンタ！〜弁護士事務員ミノワが愛で解決します〜（2014年、日本テレビ）
- スケープゴート（2015年、WOWOW）
- 刑事7人（2015年、テレビ朝日）
- MARS〜ただ、君を愛してる〜（2016年、日本テレビ）
- 刑事7人第2シリーズ（2016年、テレビ朝日）
- 嫌われる勇気（2017年、フジテレビ）
- 銭形警部漆黒の犯罪ファイル（2017年、WOWOW）
- 遺留捜査 第4シリーズ（2017年、テレビ朝日）
- 警視庁ゼロ係〜生活安全課なんでも相談室〜SECOND SEASON（2017年、テレビ東京）
- 執事 西園寺の名推理（2018年、テレビ東京）
- 遺留捜査 第5シリーズ（2018年、テレビ朝日）
- 執事 西園寺の名推理2（2019年、テレビ東京）
- 夜がどれほど暗くても（2020年、WOWOW）
- 青のSP―学校内警察・嶋田隆平―（2021年、カンテレ・フジテレビ系）
- 遺留捜査 第6シリーズ（2021年、テレビ朝日)
- 今野敏サスペンス 警視庁強行犯係 樋口顕（2021年、テレビ東京）
- 金田一少年の事件簿（2022年、日本テレビ）
- 今野敏サスペンス 警視庁強行犯係 樋口顕　シーズン2 （2022年、テレビ東京）
- 遺留捜査 第7シリーズ（2022年、テレビ朝日）
- 日本一の最低男 ※私の家族はニセモノだった（2025年、フジテレビ）
- ドンケツ（2025年、DMMtv）

### テレビドラマ（単発・スペシャルドラマ）
- 世にも奇妙な物語 春の特別編「管理人」（1997年、フジテレビ）
- 新・同棲時代 〜もう一度ウエディング・ベル〜（1998年、TBS）
- 降霊 ウシロヲ・ミルナ（1999年、フジテレビ）
- ボクらの希望を探す旅（2001年、日本テレビ）
- SPEED STAR（2001年、日本テレビ）
- ドクVSデカ 〜心療内科医＆殺人課刑事の捜査ファイル〜（2002年、テレビ朝日）
- フライング・ボーイズ （2002年、フジテレビ）
- ドラマW 俺は鰯-IWASHI-（2003年、WOWOW）
- 産婦人科医・南雲綾子 4（2004年、日本テレビ）
- 産婦人科医・南雲綾子 5（2004年、日本テレビ）
- 軽井沢ミステリー6　巣立ち（2004年、日本テレビ）
- 軽井沢ミステリー7　巣づくり（2005年、日本テレビ）
- 真夜中のマーチ（2005年、WOWOW）
- ドラマW アウトリミット（2005年、WOWOW）
- らんぼう2（2007年、日本テレビ）
- 252 生存者あり episode.ZERO（2008年、日本テレビ）
- Dr.検事モロハシ（2012年、フジテレビ）
- 遺留捜査スペシャル（2013年、テレビ朝日）
- Dr.検事モロハシ〜新たなる生命〜（2014年、フジテレビ）
- 白銀ジャック（2014年、テレビ朝日）
- 遺留捜査スペシャル（2014年、テレビ朝日）
- 大江戸事件帖 美味でそうろう（2015年、BS朝日）  第42回放送文化基金賞TVドラマ部門・奨励賞
- 月曜名作劇場 ミステリー作家・朝比奈耕作シリーズ「花咲村の惨劇」（2016年、TBS）
- 大江戸事件帖 美味でそうろう2（2016年、BS朝日）
- ドラマスペシャル 今野敏サスペンス 烈火 警視庁強行犯係・樋口顕（2016年、テレビ東京）
- 土曜ワイド劇場弁護士倉沢由法の事件ファイル（2017年、テレビ朝日）
- 月曜名作劇場 ミステリー作家・朝比奈耕作シリーズ 「鳥啼村の惨劇」（2018年、TBS）
- 遺留捜査スペシャル（2018年、テレビ朝日）
- ミステリースペシャル 満願 第1夜「万灯」、第2夜「夜警」（2018年、NHK総合）2018年8月ギャラクシー賞・月間賞受賞作品、第56回奨励賞受賞（テレビ部門）
- 今野敏サスペンス 回帰 警視庁強行犯係・樋口顕（2018年、テレビ東京）
- 遺留捜査スペシャル（2019年、テレビ朝日）
- スーパープレミアム 柳生一族の陰謀（2020年、NHK BSプレミアム）
- リモートで殺される（2020年、日本テレビ） - 特別協力
- 月曜プレミア8 今野敏サスペンス 警視庁臨海署安積班（2021年、テレビ東京）
- 西村京太郎サスペンス　十津川警部の事件簿「悪夢」(2021年、テレビ東京系)
- 月曜プレミア8 今野敏サスペンス　憐情　警視庁強行犯係 樋口顕(2022年、テレビ東京）
- 嘘喰い-鞍馬蘭子篇／梶隆臣篇-（2022年、ｄTV)
- 遺留捜査スペシャル（2023年、テレビ朝日）
- 西村京太郎サスペンス　十津川警部の事件簿「終着駅殺人事件」(2023年、テレビ東京系)
- 今野敏サスペンス　警視庁強行犯係 樋口顕 ―遠火―（2024年、テレビ東京系）
- NHKスペシャル 「創られた"真実" ディープフェイクの時代」（2025年、NHK総合）※2025年3月ギャクシー賞受賞

### 映画
- ラブホテルの夜（1996年）
- 桃尻娘〜コギャルの法則（1996年）
- マッスルヒート（2002年）
- 天使の牙B.T.A.（2003年）※脚本協力
- デスノート / デスノート the Last name（2006年）※Asian Film Awards 受賞
- XX（エクスクロス） 魔境伝説（2007年）
- MW-ムウ-（2009年）※木村春夫と共同執筆
- 彼岸島（2010年）
- BECK（2010年）
- DOG×POLICE 純白の絆（2011年）
- MARS〜ただ、君を愛してる〜（2016年）
- 無限の住人（2017年）
- 去年の冬、きみと別れ（2018年）
- スマホを落としただけなのに（2018年）
- スマホを落としただけなのに 囚われの殺人鬼（2020年）
- 嘘喰い（2022年）
- “それ”がいる森 (2022年）
- スマホを落としただけなのに ～最終章～ ファイナル ハッキング ゲーム（2024年）
- 近畿地方のある場所について（2025年）

### オリジナルビデオ
- ひき逃げファミリー2（1993年）
- 詐欺師列伝これがパクリだ!（1994年）

### テレビアニメ
- 下級生2 〜瞳の中の少女たち〜（2004年）
- テガミバチ（2009年） - シリーズ構成兼任

### OVA
- 倒凶十将伝 （2001年）
- I"s Pure（2005年）
- テガミバチ〜光と青の幻想夜話〜（2008年）※ジャンプスーパーアニメツアー上映作品